# Radnice (district de Rokycany)
Radnice (en allemand : Radnitz) est une ville du district de Rokycany, dans la région de Plzeň, en République tchèque. Sa population s'élevait à 1 857 habitants en 2024.

## Géographie
Radnice se trouve à 14 km au nord de Rokycany, à 22 km au nord-est de Plzeň et à 65 km au sud-ouest de Prague.
La commune est limitée par Němčovice, Kamenec et Hlohovice au nord, par Chomle et Skomelno à l'est, par Přívětice et Břasy au sud et par Újezd u Svatého Kříže à l'ouest.

## Histoire
La première mention écrite de la localité date de 1336.

## Galerie

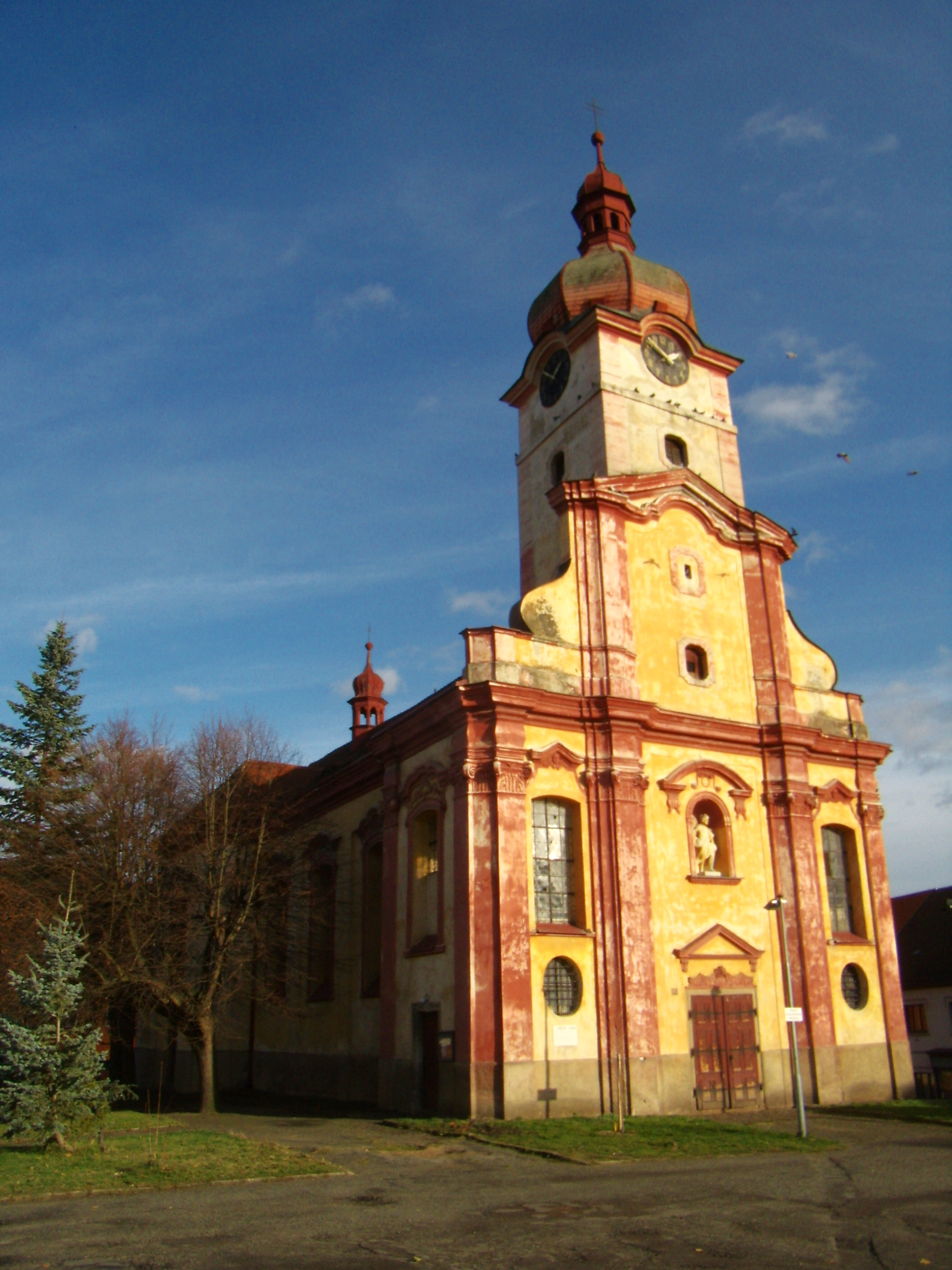
Église Saint-Venceslas.
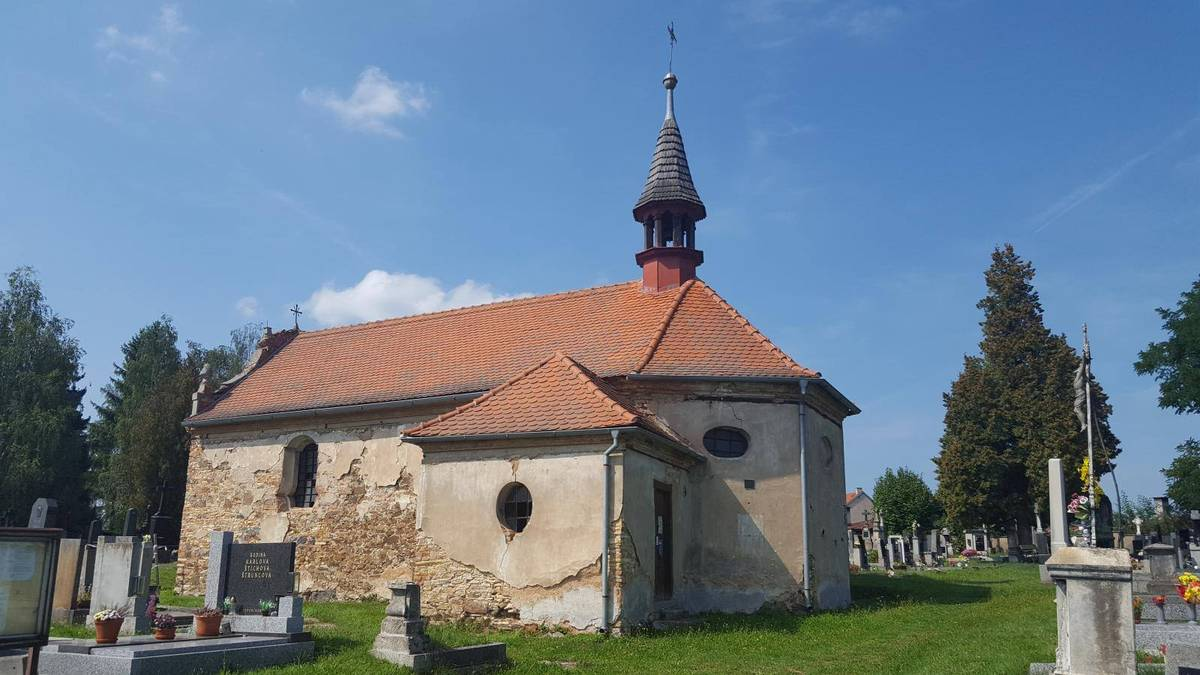
Chapelle Sainte-Rosalie.
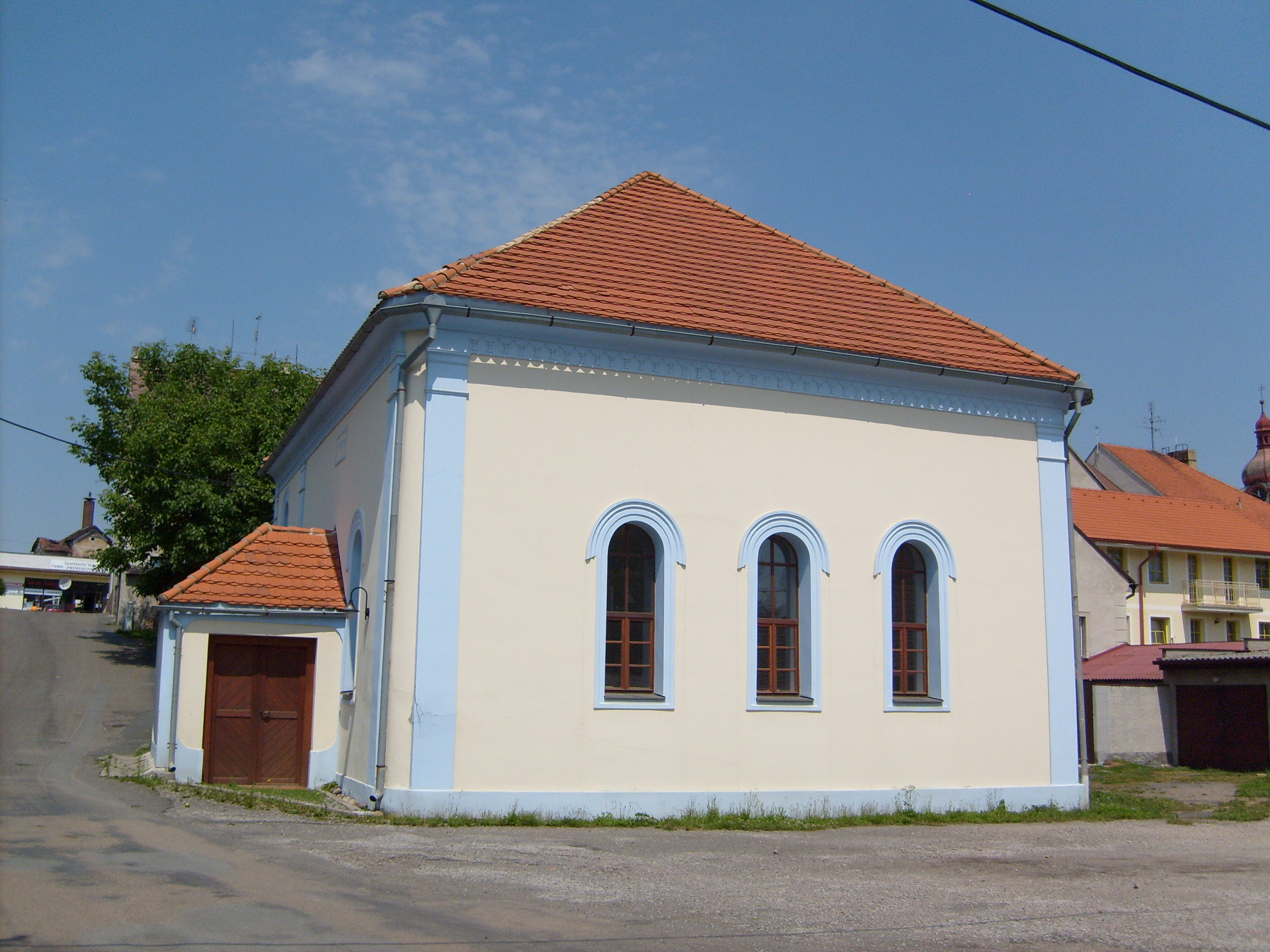
Synagogue de Radnice.

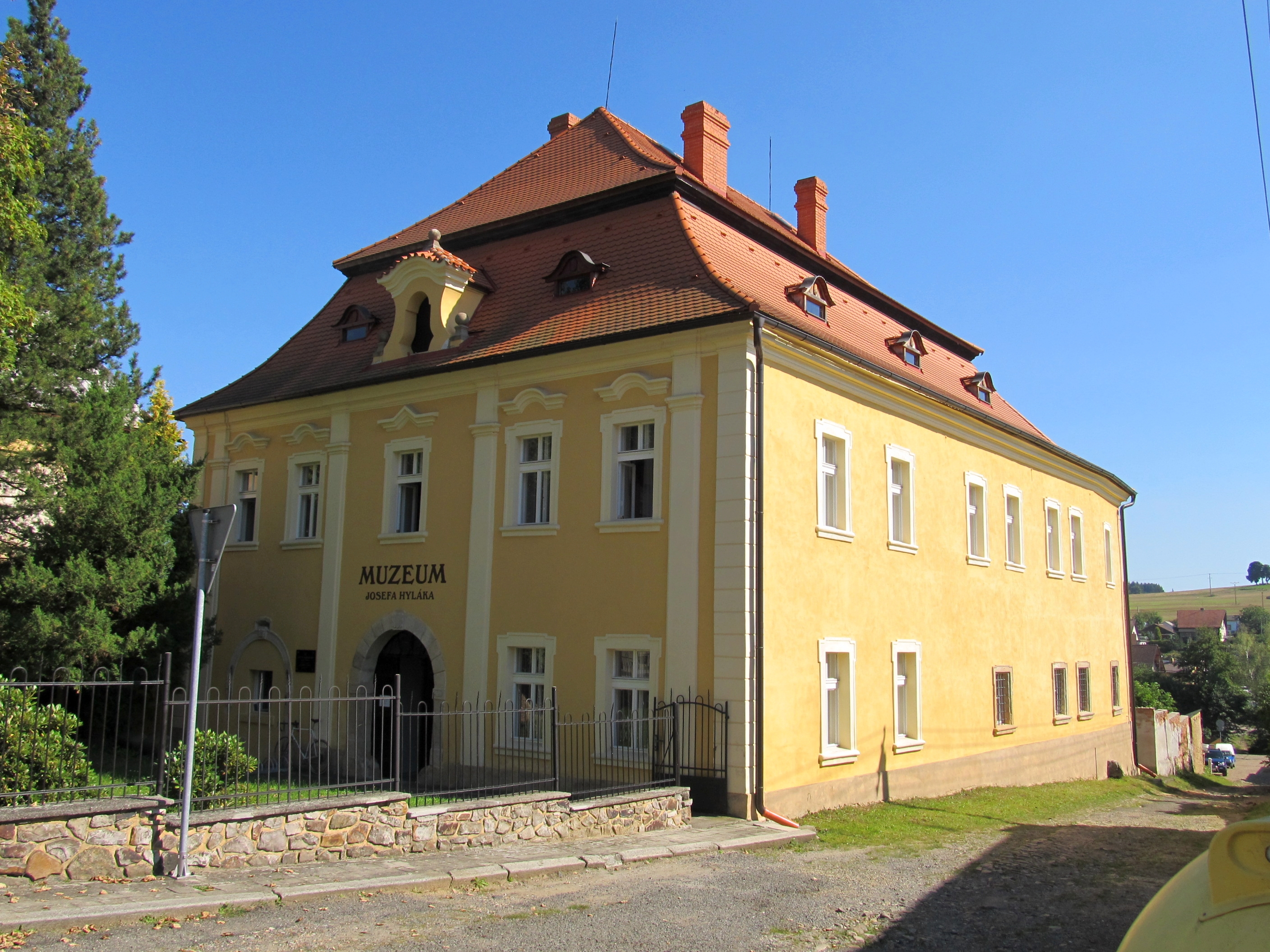
Musée de Radnice.
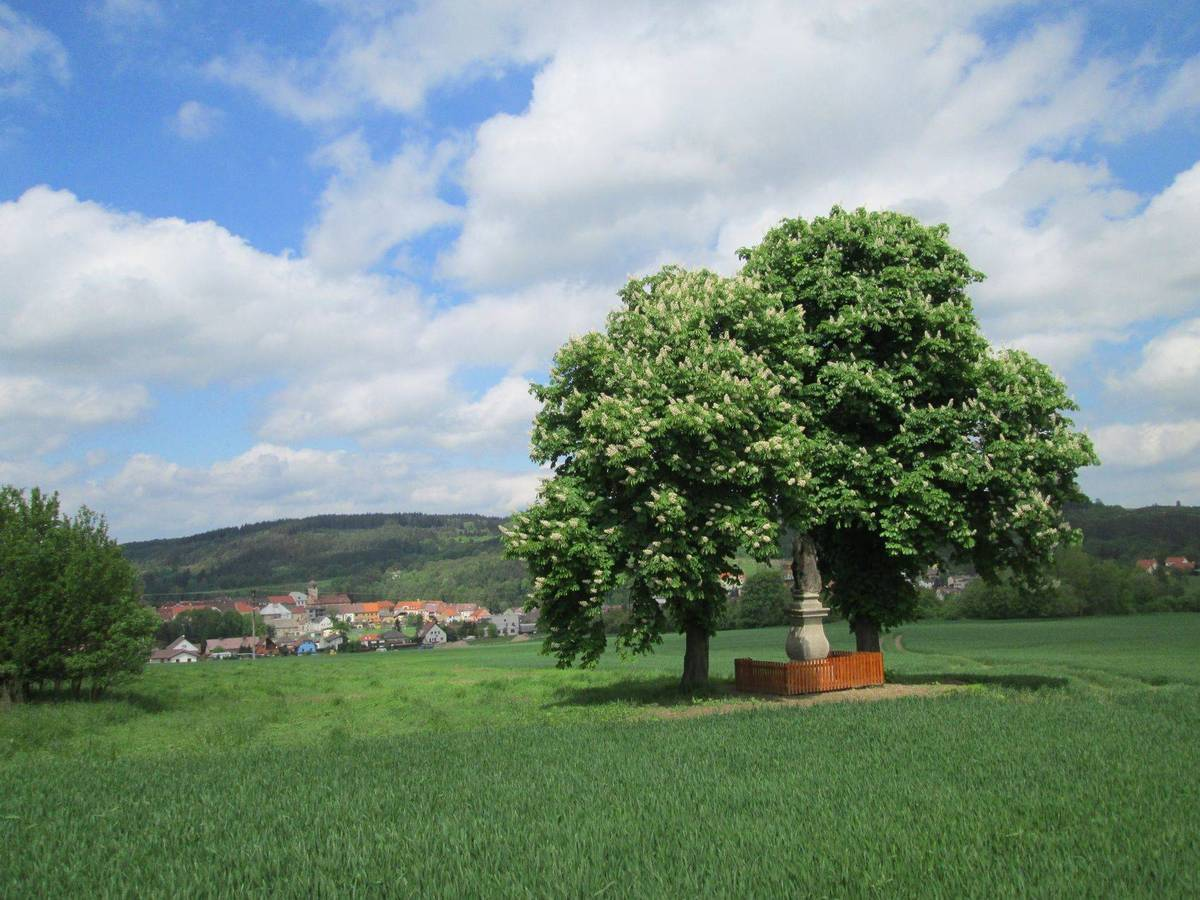
Statue de saint Florian.

## Transports
Par la route, Radnice se trouve à 15 km de Rokycany, à 30 km de Plzeň et à 76 km de Prague. 